# Josef Degeorgi
Josef Degeorgi (né le 19 janvier 1960 à Bad Vöslau en Autriche) est un joueur de football international autrichien, qui évoluait au poste de défenseur, avant de devenir ensuite entraîneur.

## Biographie

### Carrière de joueur

#### Carrière en club
Josef Degeorgi évolue principalement en faveur des clubs de l'Admira Wacker Vienne et de l'Austria Vienne. Il joue pendant huit saisons avec l'Austria, entre 1982 et 1990.
Il dispute un total de 365 matchs en première division autrichienne (Bundesliga), inscrivant 14 buts. Il participe également aux compétitions européennes, disputant 8 matchs en Coupe d'Europe des clubs champions (un but), 23 matchs en Coupe de l'UEFA (un but), et 4 en Coupe des coupes.
Il inscrit son unique but en Coupe d'Europe des clubs champions le 3 octobre 1984, contre l'équipe maltaise du Valletta FC, avec pour résultat une large victoire sur le score de 0-4 à l'extérieur. Il marque son unique but en Coupe de l'UEFA le 12 septembre 1989, contre l'Ajax Amsterdam, avec à la clé une victoire de 1-0.
Il est quart de finaliste de la Coupe de l'UEFA en 1984 avec l'Austria Vienne, en étant éliminé par le club londonien de Tottenham. Il est ensuite, avec cette même équipe, quart de finaliste de la Coupe d'Europe des clubs champions en 1985, en étant battu par le club anglais de Liverpool.
Il remporte avec l'Austria Vienne trois championnats d'Autriche. Il remporte également la Coupe d'Autriche en 1986 face au Rapid Vienne, inscrivant un but en finale. Le score est de 4-6 après prolongations. Il ne participe toutefois pas à la finale de 1990 remportée par son équipe.

#### Carrière en sélection
Josef Degeorgi joue 30 matchs en équipe d'Autriche, inscrivant un but, entre 1982 et 1990.
Il reçoit sa première sélection en équipe nationale le 24 mars 1982, en amical contre la Hongrie (défaite 2-3 à Budapest).
Par la suite, le 19 mai 1982, il inscrit son premier -et dernier- but en sélection, lors d'un match amical contre le Danemark (victoire 1-0 à Vienne).
Il est ensuite retenu par les sélectionneurs Felix Latzke et Georg Schmidt afin de participer à la Coupe du monde de 1982 organisée en Espagne. Lors du mondial, il joue quatre matchs : contre le Chili, l'Algérie, la RFA, et enfin la France.
Il joue ensuite un match comptant pour les éliminatoires du mondial 1986, et deux matchs comptant pour les éliminatoires du mondial 1990.
Il dispute également sept matchs rentrant dans le cadre des éliminatoires de l'Euro 1984, et un match rentrant dans le cadre des éliminatoires de l'Euro 1988.
Il joue son dernier match avec l'Autriche le 28 février 1990, en amical contre l'Égypte (match nul 0-0 au Caire).

### Carrière d'entraîneur
Après avoir raccroché les crampons, il se reconvertit comme entraîneur. Il dirige à cet effet plusieurs clubs amateurs autrichiens.

## Palmarès
| Admira Wacker Vienne - Supercoupe d'Autriche : - Finaliste : 1991. |  | Austria Vienne \| - Championnat d'Autriche (3) : - Champion : 1983-84, 1984-85 et 1985-86. - Vice-champion : 1986-87, 1987-88 et 1989-90. - Coupe d'Autriche (1) : - Vainqueur : 1985-86. - Finaliste : 1983-84 et 1984-85. \| \| - Supercoupe d'Autriche (1) : - Vainqueur : 1990. - Finaliste : 1986. \| |
| - Championnat d'Autriche (3) : - Champion : 1983-84, 1984-85 et 1985-86. - Vice-champion : 1986-87, 1987-88 et 1989-90. - Coupe d'Autriche (1) : - Vainqueur : 1985-86. - Finaliste : 1983-84 et 1984-85. |  | - Supercoupe d'Autriche (1) : - Vainqueur : 1990. - Finaliste : 1986. |